# Окитипупа
Окитипупа (англ. Okitipupa) — город и район местного управления в юго-западной части Нигерии, на территории штата Ондо.

## Географическое положение
Город находится в южной части штата, в западной части дельты Нигера. Абсолютная высота — 58 метров над уровнем моря.
Окитипупа расположена на расстоянии приблизительно 87 километров к юго-юго-западу (SSW) от Акуре, административного центра штата и на расстоянии 400 километров к юго-западу от Абуджи, столицы страны.

## Население
По данным переписи 1991 года численность населения Окитипупы составляла 42 064 человек.
Динамика численности населения города по годам:
| 1991   | 2012    |
| ------ | ------- |
| 42 064 | 178 104 |

## Транспорт
Ближайший аэропорт расположен в городе Бенин-Сити.